# .tr
.tr ist die länderspezifische Top-Level-Domain (ccTLD) des Staates Türkei, wird aber auch durch die Türkische Republik Nordzypern genutzt.

## Geschichte
Die TLD wurde am 17. September 1990 durch die ICANN eingeführt und bis zum 14. September 2022 von Nic.tr unter Leitung der Fakultät für Informatik der Technischen Universität des Nahen Ostens verwaltet. Bereits seit 2010 sollte die Verwaltung der TLD auf die Regierungsorganisation Information and Communication Technologies Authority (ICAT) übertragen werden. Mit Inbetriebnahme des .tr Network Information System (TRABIS) am 22. September 2022 erfolgte die Umstellung schließlich.

## Eigenschaften
Für die Bestellung einer .tr-Domain ist es nicht notwendig, einen Wohnsitz oder eine Niederlassung in der Türkei vorzuweisen. Im Gegensatz zu vielen anderen ccTLDs wurden Adressen lange Zeit nicht auf zweiter, sondern nur auf dritter Ebene vergeben. Dazu standen Interessenten zum Beispiel die Namensräume .com.tr, .info.tr und .biz.tr zur Auswahl. Für die meisten Namensräume musste bis 2022 eine Firmenbezeichnung, eine eingetragene Marke o. Ä. nachgewiesen werden, um die zugehörige Domain anzumelden.
Diese Regel wurde bei der Umstellung auf TRABIS für die meisten Namensräume aufgehoben. 2024 wurde außerdem die Registrierung von Adressen auf der zweiten Ebene freigegeben, wobei Inhaber der gleichnamigen Adressen auf dritter Ebene ein Vorkaufsrecht hatten. Außergewöhnlich ist, dass ein Handel mit .tr-Domains nicht ohne Weiteres möglich ist, da die Vergabestelle den Wechsel des Inhabers nicht unterstützt. Dies soll ab dem 14. September 2025 jedoch möglich werden.
Insgesamt darf eine .tr-Domain zwischen drei und 63 Zeichen lang sein. Die Konnektierung benötigt bei einem europäischen Domain-Registrar zwischen drei und 10 Tagen.  Ferner können .tr-Adressen noch nicht als internationalisierter Domainname mit Sonderzeichen umgesetzt werden.